# Salwador na Mistrzostwach Świata w Lekkoatletyce 2009
Salwador na Mistrzostwach Świata w Lekkoatletyce 2009 – reprezentacja Salwadoru podczas czempionatu w Berlinie liczyła 2 zawodników – chodziarzy. Nie zdobyła żadnego medalu.

## Występy reprezentantów Salwadoru

### Mężczyźni
| Konkurencja   | Zawodnik        | Finał | Finał |
| Konkurencja   | Zawodnik        | Wynik | Poz.  |
| ------------- | --------------- | ----- | ----- |
| Chód na 50 km | Marco Benavides | NU    |       |

### Kobiety
| Konkurencja   | Zawodniczka    | Finał      | Finał |
| Konkurencja   | Zawodniczka    | Wynik      | Poz.  |
| ------------- | -------------- | ---------- | ----- |
| Chód na 20 km | Cristina López | 1:47:33 SB | 37.   |